# Odontopera edentula
Odontopera edentula är en fjärilsart som beskrevs av Krulikovski 1908. Odontopera edentula ingår i släktet Odontopera och familjen mätare. Inga underarter finns listade i Catalogue of Life.